# Дуальна освіта
Дуальна освіта (від лат. dualis — подвійний) — вид освіти, при якій поєднується навчання осіб у закладах освіти з навчанням на робочих місцях на підприємствах, в установах та організаціях для набуття певної кваліфікації.

## Загальна характеристика
Основне завдання дуальної форми навчання є усунення основних недоліків традиційних форм і методів навчання майбутніх кваліфікованих робітників, подолання розрив між теорією і практикою, освітою й виробництвом, та підвищення якості підготовки кваліфікованих кадрів із урахуванням вимог роботодавців у рамках нових організаційно-відмінних форм навчання.
Теоретична частина підготовки фахівця проходить на базі освітньої установи, а практична — на робочому місці. Студенти поєднують навчання та стажування на підприємстві. При цьому підприємства здійснюють замовлення освітнім установам на конкретну кількість фахівців певної спеціальності, працедавці беруть участь у формування навчальної програми. Зі свого боку роботодавці можуть мати різні форми співучасті у підготовці фахівців — повністю оплачують навчання; закуповують необхідне обладнання; покривають всі видатки, пов'язані з процесом їх виробничого навчання; виплачують грошові винагороди учням за використання їхньої праці тощо.

## Історія та світовий досвід
Термін «дуальна система» був введений у педагогічну термінологію в середині 1960-х років у Німеччині — як нова, більш гнучка форма організації професійного навчання. Дуальна освіта в Німеччині має чітку законодавчу базу та здійснюється за допомогою торгово-промислових та ремісничих палат. Від Німеччини цю систему перейняли Канада, Австрія, Швейцарія та інші країни.. Дуальна освіта активно практикується у багатьох країнах Європи, де у цій системі навчається 50 % осіб, що здобувають освіту. Дуальна освіта дала новий імпульс розвитку таким країнам Східної Азії, як Південна Корея і Китай, де вона охоплює 33 % осіб, що навчаються. У Німеччині В цьому процесі задіяні понад 640 тисяч німецьких підприємств, щорічно вони укладають близько півмільйона угод про надання професійної освіти та інвестують у цю галузь близько 28 мільярдів євро.

## Запровадження в Україні
Упродовж 2015—2017 років здійснювався експеримент з організації навчально-виробничого процесу з елементами дуальної форми навчання на базі трьох професійно-технічних училищ.
У 2017—2018 рр. розпочато впровадження елементів дуальної форми навчання в 52 закладах професійної (професійно-технічної) освіти в 25 регіонах за 54 професіями.. У 2018-2019 рр. досвід ПТУ переймають і деякі вищі навчальні заклади як у сфері технологій (напр. Таврійський агротехнологічний ), так і в сфері культури (напр. КНУКіМ
Концепція підготовки фахівців за дуальною формою здобуття освіти, розроблена Міністерством освіти і науки України і схвалена Кабміном 19 вересня 2018 року передбачає:
- модернізацію освітніх програм;
- підвищення якості підготовки фахівців;
- зближення освіти з вимогами ринку праці;
- посилення ролі та впливу роботодавців на освіту;
- підвищення мотивації до навчання серед учнів та студентів;
- ріст рівня зайнятості молоді;
- скорочення адаптаційного періоду випускників на роботі;
- підвищення конкурентоздатності працівників.

13 квітня 2023 року Міністерство освіти і науки України затвердило Положення про дуальну форму здобуття фахової передвищої та вищої освіти, яке визначає особливості здобуття цієї форми освіти.